# Él (film)
Él is een Mexicaanse dramafilm uit 1953 onder regie van Luis Buñuel.

## Verhaal
De rijke Francisco is principieel vrijgezel. Als hij op een dag Gloria leert kennen, wil hij dat zij zijn vrouw wordt. Francisco blijft haar het hof maken, totdat ze erin toestemt om met hem te trouwen. Hij blijkt een al te toegewijde echtgenoot.

## Rolverdeling
| Acteur                | Personage                      |
| --------------------- | ------------------------------ |
| Arturo de Córdova     | Francisco Galván de Montemayor |
| Delia Garcés          | Gloria Milalta                 |
| Aurora Walker         | Esperanza Peralta              |
| Carlos Martínez Baena | Vader Velasco                  |
| Manuel Dondé          | Pablo                          |
| Rafael Banquells      | Ricardo Luján                  |
| Fernando Casanova     | Beltrán                        |